# Nebelhorn
Nebelhorn este un munte cu altitudinea de 2 224 m deasupra n.m. din masivul Algäu, Bavaria, Germania. Din localitatea Oberstdorf se poate ajunge cu telefericul pe pisc, de unde se pot vedea Alpii Allgäu în panoramă largă.